# 金キラ☆ナイト
『金キラ☆ナイト』（きんキラナイト）は、2010年4月16日からフジテレビが金曜深夜に編成していた関東ローカルの深夜番組レーベル・単発特別番組枠。

## 放送番組一覧
- 刀語（2010年4月16日 - 2010年12月10日） - 月に1回のペースで放送。
- 取材拒否の店（2010年4月16日 - 2010年9月17日）
- ニューカマーズ（2010年4月23日 - 2011年3月） - 「金キラ☆ナイト」の第2枠に放送されていた単発特別番組枠。
- TOKYO本音モデルズ2 （2010年4月30日） - 2009年10月19日放送の『TOKYO本音モデルズ』は上記『ニューカマーズ』で放送されたが、それ以降は同番組から独立して放送。
- 日本女子工務店（2010年5月14日・2010年7月23日） - 2009年11月2日放送分は上記『ニューカマーズ』で放送されたが、それ以降は同番組から独立して放送。
- VOLLEYBALL NATION （2010年5月28日）
- スーパーGTコンプリート（2010年8月27日・2010年11月19日）
- トリハダ6〜夜ふかしのあなたにゾクッとする話を〜（2010年9月3日） - 再放送。
- 教えて!ムジナさん（2010年9月17日）
- ホメられてノビるくん おかわり2（2010年11月26日）
- 健康チャンネルズ（2010年12月3日）
- G★ウォーズ 傑作選（2011年1月21日）
- 1924（2010年4月16日 - 2011年3月）
- SEE EGGs（2011年4月 - 2012年3月） - 単発特別番組枠。